# Charles Wentworth-Fitzwilliam, 5:e earl Fitzwilliam
Charles William Wentworth-Fitzwilliam, 5:e earl Fitzwilliam, född den 4 maj 1786, död den 4 oktober 1857, var en brittisk statsman. Han var son till William Fitzwilliam, 4:e earl Fitzwilliam.
Fitzwilliam var (som lord Milton) medlem av underhuset från 1807 till faderns död, 1833, då han fick säte i överhuset. Han var en framsynt och självständig politiker, uppträdde tidigt för lindring av spannmålstullarna och understödde kraftigt såväl billen om katolikernas emancipation (1829) som den stora representationsreformen. Fitzwilliam var en av grundarna av British Science Association. Han utgav tillsammans med sir Richard Bourke 1844 i 4 band Edmund Burkes korrespondens. Han var Fellow of the Royal Society och blev riddare av Strumpebandsorden 1851.